# Andon (lantaarn)
De andon (行灯) is een traditionele Japanse lantaarn, een staande of draagbare olielamp, bestaande uit washi-papier over een frame van bamboe, hout of metaal gespannen. Oorspronkelijk werd de andon in de hand gehouden, maar ook aan de muur gehangen of op een standaard geplaatst. Staande andon hadden ijzeren of houten frames. Door een handvat aan de bovenkant was de andon draagbaar. Er waren veel verschillende vormen en maten die olie brandden in ondiepe schotels, opgehangen in een frame bedekt met washi-papier. Het papier beschermde de vlam tegen uitwaaien door de wind.
Kaarsen waren de belangrijkste gebruikte lichtbronnen, die op een metalen plaat in de andon werden geplaatst. Hun hogere prijs maakte ze minder populair. Koolzaadolie was goedkoper dan kaarsen en de gewone mensen gebruikten vaak visolie, wat het nadeel had dat het veel rook en geur genereerde. Er waren ook versies waarbij op een stenen of keramische schaal met olie werd gevuld en voorzien van een katoenen lont of iets dergelijks. 
De andon werd populair tijdens de Edo-periode (Tokugawaperiode). Dit type lantaarn werd in privéwoningen gebruikt. Terwijl de structuur van het voornamelijk van hout en papier gemaakte frame door de eeuwen heen hetzelfde is gebleven, worden tegenwoordig bijna uitsluitend elektrische lampen als lichtbron gebruikt. De helderheid van de oorspronkelijke andon zou slechts ongeveer een vijftigste van de elektrisch verlichte lantaarns van vandaag zijn geweest.
De andon wordt tegenwoordig echter meestal gevonden als staande lantaarns, minder vaak bevestigd aan muren. De andon onderscheidt zich van de chōchin, een opvouwbare papieren lantaarnachtige papieren lantaarn.
Er zijn verschillende soorten andon:
- Okiandon (置行灯), de staande andon, is de meest voorkomende vorm van andon. Het is meestal tussen de 30 en 50 cm hoog, de plattegrond is vierkant en aan de onderkant van het lamphuis staat een meter of vier waarop het staat. Je vindt ze tegenwoordig in veel traditionele Japanse hotels (ryokan) en soms in appartementen met Japanse kamers (washitsu).
  - Enshū-andon (遠州行灯) zijn een ondersoort van okiandon, de permanente lantaarns. Het lichaam is cilindrisch en de lichtbron is niet volledig omsloten, maar is aan één kant belicht. Door deze opening wordt de vlam ontstoken en gedoofd. Volgens één theorie gaat de naam terug naar de vermeende uitvinder Kobori Enshū.
- Kakeandon (掛行灯), de hangende andon, werd vroeger aan de buitenkant van gebouwen bevestigd en verlichtte vaak de naam van een winkel, wat vooral belangrijk was als deze 's avonds open was (zoals sommige restaurants en izakaya's).
- Ariake-andon (有明行灯) waren kleine andon die boven het hoofdeinde van het bed werden geplaatst en een kleine vlam hadden die de hele nacht brandde. De naam is afgeleid van het Japanse woord ariake (有明) ochtendschemering.

| Andon |
| --- |
| - Een andon - Staande lantaarn met elektrisch licht - Andon met verpakking (links ernaast) uit een meubelhuis in Kyoto - Jiguchi-lamp with a paper shade, Jiguchi-andon, Funado, Katori-city, Japan - Lantaarns op stenen brug - Een briefschrijvende vrouw met een andon-lantaarn - Nishiki-e met een vrouw met een andon-lantaarn (ca. 1910) |